# Krista Bridges
Krista Bridges, all'anagrafe Krista Pontes (Ontario, 4 novembre 1968), è un'attrice canadese.

## Biografia
Nel corso della sua carriera ha interpretato personaggi secondari in numerosi film e serie televisive nordamericani, tra cui Power Play, Prima dell'apocalisse, La terra dei morti viventi, Durham County, Hates: House at the End of the Street, Hannibal e Heroes Reborn.
Nel 1992 è stata candidata al Genie Award alla miglior attrice non protagonista per la sua interpretazione nel film The Shower. Nel 2011 è co-protagonista nel film per la televisione Omicidi di coppia e nel 2015 nel film The Colossal Failure of the Modern Relationship e nella pellicola biografica Coconut Hero, in cui interpreta la madre del protagonista Mike Tyson.

## Filmografia

### Cinema
- Sing - Il sogno di Brooklyn (Sing), regia di Richard J. Baskin (1989)
- The Shower, regia di Gail Harvey (1992)
- Soft Deceit, regia di Jorge Montesi (1994)
- Kids in the Hall: Brain Candy, regia di Kelly Makin (1996)
- Altarpiece – cortometraggio, regia di Deborah Day (1998)
- Blind – cortometraggio, regia di Deborah Day (1999)
- Prima dell'apocalisse (Left Behind: The Movie), regia di Vic Sarin (2000)
- Narc - Analisi di un delitto (Narc), regia di Joe Carnahan (2002)
- Saint Monica, regia di Terrance Odette (2002)
- Prima dell'apocalisse 2 - Tribulation Force (Left Behind II: Tribulation Force), regia di Bill Corcoran (2002)
- Tongue Tied – cortometraggio, regia di Sugith Varughese (2004)
- Niagara Motel, regia di Gary Yates (2005)
- Aurora Borealis, regia di James C.E. Burke (2005)
- La terra dei morti viventi (Land of the Dead), regia di George A. Romero (2005)
- Lake – cortometraggio, regia di Ryan Redford (2005)
- Late Fragment, regia di Daryl Cloran, Anita Doron e Mateo Guez (2007)
- The Cry of the Owl, regia di Jamie Thraves (2009)
- Man v. Minivan – cortometraggio, regia di Spencer Maybee (2009)
- 388 Arletta Avenue, regia di Randall Cole (2011)
- Faces in the Crowd, regia di Julien Magnat (2011)
- The Lesser Blessed, regia di Anita Doron (2012)
- Hates: House at the End of the Street (House at the End of the Street), regia di Mark Tonderai (2012)
- Your Side of the Bed, regia di Jason Jeffrey (2012)
- Molly Maxwell, regia di Sara St. Onge (2013)
- Warning Signs – cortometraggio, regia di Alan Powell (2014)
- The Christmas Switch, regia di Paul Lynch (2014)
- The Colossal Failure of the Modern Relationship, regia di Sergio Navarretta (2015)
- Coconut Hero, regia di Florian Cossen (2015)
- Deadly Voltage, regia di John L'Ecuyer (2015)

### Televisione
- La guerra dei mondi (War of the Worlds) – serie TV, episodio 1x08 (1988)
- Il mio amico Ultraman (My Secret Identity) – serie TV, episodi 1x20 e 2x06 (1989)
- Deadly Nightmares – serie TV, episodi 5x22 e 6x02 (1989-1990)
- Top Cops – serie TV, episodio 1x16 (1990)
- The Kids in the Hall – serie TV, episodio 2x09 (1990)
- The Hidden Room – serie TV, episodio 1x08 (1991)
- Beyond Reality – serie TV, episodio 1x10 (1991)
- RoboCop – serie TV, episodio 1x17 (1994)
- Treacherous Beauties – film TV, regia di Charles Jarrott (1994)
- Side Effects – serie TV, episodio 1x01 (1994)
- Bloodknot – film TV, regia di Jorge Montesi (1994)
- The Hardy Boys – serie TV, episodio 1x04 (1995)
- Forever Knight – serie TV, episodi 2x04 e 3x07 (1994-1995)
- F/X (F/X: The Series) – serie TV, episodio 1x01 (1996)
- Kung Fu: la leggenda continua – serie TV, episodi 2x01 e 4x14 (1994-1996)
- Melanie Darrow – film TV, regia di Gary Nelson (1997)
- Once a Thief – serie TV, episodio 1x05 (1997)
- Power Play – serie TV, 26 episodi (1998-2000)
- Strong Medicine – serie TV, episodio 1x01 (2000)
- Doc – serie TV, episodio 1x05 (2001)
- Leap Years – serie TV, episodio 1x09 (2001)
- Relic Hunter – serie TV, episodio 3x16 (2002)
- Mutant X – serie TV, episodio 3x08 (2003)
- Blue Murder – serie TV, episodi 2x01 e 4x08 (2001-2004)
- Il sesso secondo Josh (Naked Josh) – serie TV, episodi 1x04, 1x08 e 3x02 (2004-2006)
- Cheaters' Club – film TV, regia di Steve DiMarco (2006)
- The Dresden Files – serie TV, episodio 1x03 (2007)
- Late Fragment – serie TV, episodio 2x10 (1990)
- Dr. Jekil e Mr. Hyde - Colpevole o innocente? (Dr. Jekyll and Mr. Hyde) – film TV, regia di Paolo Barzman (2008)
- The Summit – miniserie TV (2008)
- Maggie Hill – film TV, regia di Stephen Hopkins (2009)
- I misteri di Murdoch (Murdoch Mysteries) – serie TV, episodi 2x05-16x11 (2009-2022)
- Flashpoint – serie TV, episodio 2x21 (2009)
- Durham County – serie TV, 6 episodi (2010)
- Who Is Clark Rockefeller? – film TV, regia di Mikael Salomon (2010)
- Omicidi di coppia (Wandering Eye) – film TV, regia di François Dompierre (2011)
- Un avvocato per Babbo Natale (The Case for Christmas) – film TV, regia di Timothy Bond (2011)
- The Wife He Met Online – film TV, regia di Curtis Crawford (2012)
- Rookie Blue – serie TV, episodio 3x05 (2012)
- The Listener – serie TV, episodio 3x10 (2012)
- XIII (XIII: The Series) – serie TV, episodio 2x03 (2012)
- Nikita – serie TV, episodio 3x09 (2013)
- Hannibal – serie TV, episodio 1x10 (2013)
- Haven – serie TV, episodio 4x04 (2013)
- The Rick Mercer Report – serie TV, episodio 11x04 (2013)
- Saving Hope – serie TV, episodio 2x12 (2014)
- Republic of Doyle – serie TV, 19 episodi (2012-2014)
- Heroes Reborn – miniserie TV (2015)
- Transplant - serie TV, episodi 2x08-2x09 (2022)
- Nurses - Nel cuore dell'emergenza – serie TV, episodio 1x10 (2022)
- Coroner – serie TV, episodio 4x06 (2022)
- Doc-USA – serie TV, 2 episodi (2025)
- Kakegurui (Bet) – serie TV (2025-)

## Doppiatrici italiane
Nelle versioni in italiano delle opere in cui ha recitato, Krista Bridges è stata doppiata da:
- Valeria Perilli in Relic Hunter
- Alessandra Korompay in Narc - Analisi di un delitto
- Maddalena Vadacca in Un avvocato per Babbo Natale
- Francesca Rinaldi in Titans
- Antonella Baldini in Transplant
- Federica Valenti in Nurses - Nel cuore dell'emergenza